# Opernhaus Dortmund
Opernhaus Dortmund é a casa de ópera de Dortmund, Alemanha, operada pela organização do Teatro de Dortmund . Uma nova casa de ópera foi inaugurada em 1966, substituindo uma instalação anterior que foi inaugurada em 1904 e foi destruída durante a Primeira Guerra Mundial. Foi construída no antigo local da Velha Sinagoga, que foi demolida pelo governo local nazista na década de 1930.
Os arquitetos Heinrich Rosskotten e Edgar Tritthart projetaram a estrutura modernista. O design separa as funções do palco e as áreas técnicas da Bühnenhaus (casa de palco), dominada por linhas retas, do auditório sob um telhado de concreto.

## Temporada de abertura
A nova casa foi inaugurada em 3 de março de 1966, para servir de palco para óperas, balés, concertos e peças de teatro que exigem um grande palco. A apresentação inaugural foi Der Rosenkavalier, de Richard Strauss, uma ópera realizada pela primeira vez em 1911, logo após sua estreia; Wilhelm Schüchter dirigiu a Dortmunder Philharmoniker. Teresa Żylis-Gara apareceu como octaviana, juntamente com a artista convidada Elisabeth Grümmer como Marschallin, Liselotte Hammes como Sophie e Kurt Böhme como Ochs. Na curta parte restante da temporada, Il trovatore de Verdi, com Fedora Barbieri como Azucena, Die Zauberflöte de Mozart, Mathis der Maler de Hindemith e Der Zigeunerbaron de Johann Strauss.
As primeiras peças encenadas na Großes Haus durante esse período foram Leben des Galilei, de Brecht, e Becket, de Anouilh. Incomum para a era da cortina de ferro, o Volkstheater Rostock apresentou Die Verfolgung und Ermordung Jean Paul Marats dargestellt durch die Schauspielgruppe des Hospizes zu Charenton unter Anleitung des Herrn de Sade, de Peter Weiss.

## Equipe administrativa
Marek Janowski foi o Generalmusikdirektor de 1973 a 1979, seguido por Moshe Atzmon (1996-2000), Anton Marik, Arthur Fagen e desde 2008 Jac van Steen. O Dortmunder Philharmoniker usou a casa de ópera para shows até 2002.
Christine Mielitz foi diretora de ópera no Dortmund Theatre para a temporada 2002/2003.
Jens-Daniel Herzog é diretor de ópera desde agosto de 2011.

## Estreias e repertório mundiais
Em 1967 Schüchter dirigiu a estreia da ópera Eli de Walter Steffens. A cidade de Dortmund encomendou o trabalho baseado no drama de Nelly Sachs.
A instalação sediou a primeira apresentação da ópera de Reinhard Febel, Sekunden und Jahre des Caspar Hauser, em 1992, com Alexander Marco-Buhrmester no papel principal.
Pascal Paul-Harang produziu a segunda encenação da ópera de 1998, Doctor Ox's Experiment, de Gavin Bryars, em 1999, com condução de Alexander Rumpf.
Em 2000, Michael Hofstetter conduziu uma produção de Tristan und Isolde, de Wagner.
O Oper Dormund encomendou Wallenberg à Erkki-Sven Tüür e estreou o trabalho em 5 de maio de 2001 com encenação de Philipp Kochheim e Alexander Rumpf como maestro.
Em 2004, o Teatro de Dortmund planejou uma nova produção do Der Ring des Nibelungen, de Wagner, para comemorar o centésimo aniversário da primeira casa de ópera. A produção começou com Das Rheingold em 26 de junho de 2005, dirigida por Christine Mielitz e conduzida por Arthur Fagen e continuou com Siegfried em 2 de setembro de 2006. Em abril de 2007, a empresa realizou um ciclo completo. Em 2009, Mielitz encenou o Der junge Lord de Henze, conduzido por Jac van Steen, como parte do projeto RUHR.2010 que nomeou todo o Ruhr como Capital Europeia da Cultura daquele ano.
Beverley Blankenship encenou o Falstaff de Verdi a partir de 11 de abril de 2010, com Jac van Steen dirigindo e Jacek Strauch no papel-título.